# Инкороната (Изернија)
Инкороната је насеље у Италији у округу Изернија, региону Молизе.
Према процени из 2011. у насељу је живело 471 становника. Насеље се налази на надморској висини од 749 м.